# 坦皮科 (印第安納州)
坦皮科（英語：Tampico）是位於美國印地安納州傑克遜縣的一個非建制地區。該地的面積和人口皆未知。